# Kārlis Būmeisters
Kārlis Būmeisters, også kendt som Kaža, er en lettisk sanger, som repræsenterede Letland ved Eurovision Song Contest 2005 sammen med Valters, med sangen "The war is not over".

## Eksterne links
- Kārlis Būmeisters på Internet Movie Database (engelsk)